# 荒木清寛
荒木 清寛（あらき きよひろ、1956年〈昭和31年〉6月1日 - ）は、日本の政治家、弁護士。東京福祉大学名誉教授。
参議院議員（4期）、外務総括政務次官（第2次森内閣）、外務副大臣（第2次森改造内閣）、公明党参議院政策審議会長などを歴任した。現在は愛知県名古屋市在住。

## 経歴
- 創価中学校・高等学校、創価大学法学部法律学科卒業。
- 1981年 - 24歳で司法試験合格。
- 1984年 - 司法修習36期を経て、弁護士となる。旭合同法律事務所に入所。
- 1992年7月 - 第16回参議院議員通常選挙にて初当選（愛知県選挙区）。
- 1998年
  - 7月 - 第18回参議院議員通常選挙にて再選（比例区）。
  - 8月 - 参議院法務委員長に就任。
- 1999年8月9日 - 「犯罪捜査のための通信傍受に関する法律」などの組織犯罪対策三法案を強行採決。問責決議案を出されるが否決。
- 2004年7月 - 第20回参議院議員通常選挙にて3期目の当選（比例区）。
- 2005年11月 - 参議院行政監視委員長となる。
- 2007年
  - 1月 - 党政務調査会副会長に就任。
  - 6月 - 参議院災害対策特別委員長に就任。
- 2010年7月 - 第22回参議院議員通常選挙にて4期目の当選（比例区）。
- 2013年8月 - 参議院法務委員長に就任。
- 2016年7月 - 第24回参議院議員通常選挙には出馬せず政界を引退。

## 政策
- 健康増進法を努力規定ではなく義務規定として、受動喫煙防止を徹底することに反対している[1]。

## 主な所属議員連盟
- 北京オリンピックを支援する議員の会

## 役職歴

### 内閣
- 外務副大臣（第2次森改造内閣）
- 外務総括政務次官（第2次森内閣）

### 参議院
- 外交防衛委員会理事
- 行政監視委員会委員
- 情報監視審査会委員
- 政治倫理審査会委員
- 災害対策特別委員会委員長
- 行政監視委員会委員長
- 法務委員会委員長
- 政治倫理の確立及び選挙制度に関する特別委員会委員
- 我が国及び国際社会の平和安全法制に関する特別委員会理事
- 地方創生に関する特別委員会理事

### 公明党
- 中央規律委員長
- 中央幹事
- 機関紙推進委員長
- 参議院国会対策委員長
- 政務調査会副会長
- 税制調査会副会長
- 外交安全保障調査会副会長
- 外交部会長
- 中小企業活性化対策本部副本部長
- 東海地震対策会議議長
- 石川県本部顧問
- 富山県本部顧問
- 愛知県本部顧問
- 三重県本部顧問
- 参議院政策審議会長
- 東海方面議長
- 愛知県本部代表
- 外交部会副会長

## 人物
- 弁護士時代には、金銭問題・離婚・相続・交通事故など、庶民の生活に密着した問題を数多く担当した[2]。
- 岐阜県立中濃高等学校の英語教諭であった妻とはお見合いで結婚した。1女1男をもうける[2]。